# Klaus Germann (Geologe)
Klaus Karl Germann (* 23. März 1938 in München; † 12. Oktober 2020 in Berlin) war ein deutscher Geologe, Hochschullehrer und Professor für Angewandte Geologie an der Freien Universität Berlin sowie für Lagerstättenkunde an der Technischen Universität Berlin.

## Leben
Germann wurde 1938  als Sohn des Bankkaufmanns Martin Germann und dessen Frau Emilie in München geboren. Nach der Reifeprüfung an der Klenze-Oberrealschule in München begann er ein Studium der Geologie an der Ludwig-Maximilians-Universität München in München, welches er mit einer lagerstättenkundlichen Diplomarbeit („Die Erzvorkommen des Mittleren Mieminger Gebirges (Tirol)“) abschloss. Er wechselte im Jahre 1964 an die Freie Universität Berlin, wurde aber 1966 noch in München bei Hans-Jochen Schneider über „Ablauf und Ausmaß diagenetischer Veränderungen im Wettersteinkalk (alpine Mitteltrias)“ promoviert.
Seit Juli 1964 war er wissenschaftlicher Assistent am Lehrstuhl für Angewandte Geologie des Geologisch-Paläontologischen Instituts der Freien Universität Berlin und wirkte dort von 1970 bis 1972 als Assistenzprofessor. 1972 habilitierte er sich mit einer Arbeit über Karbonatgesteine und Manganerze und folgte anschließend einem Ruf auf das Fachgebiet „Angewandte Geologie“ an der Freien Universität Berlin.

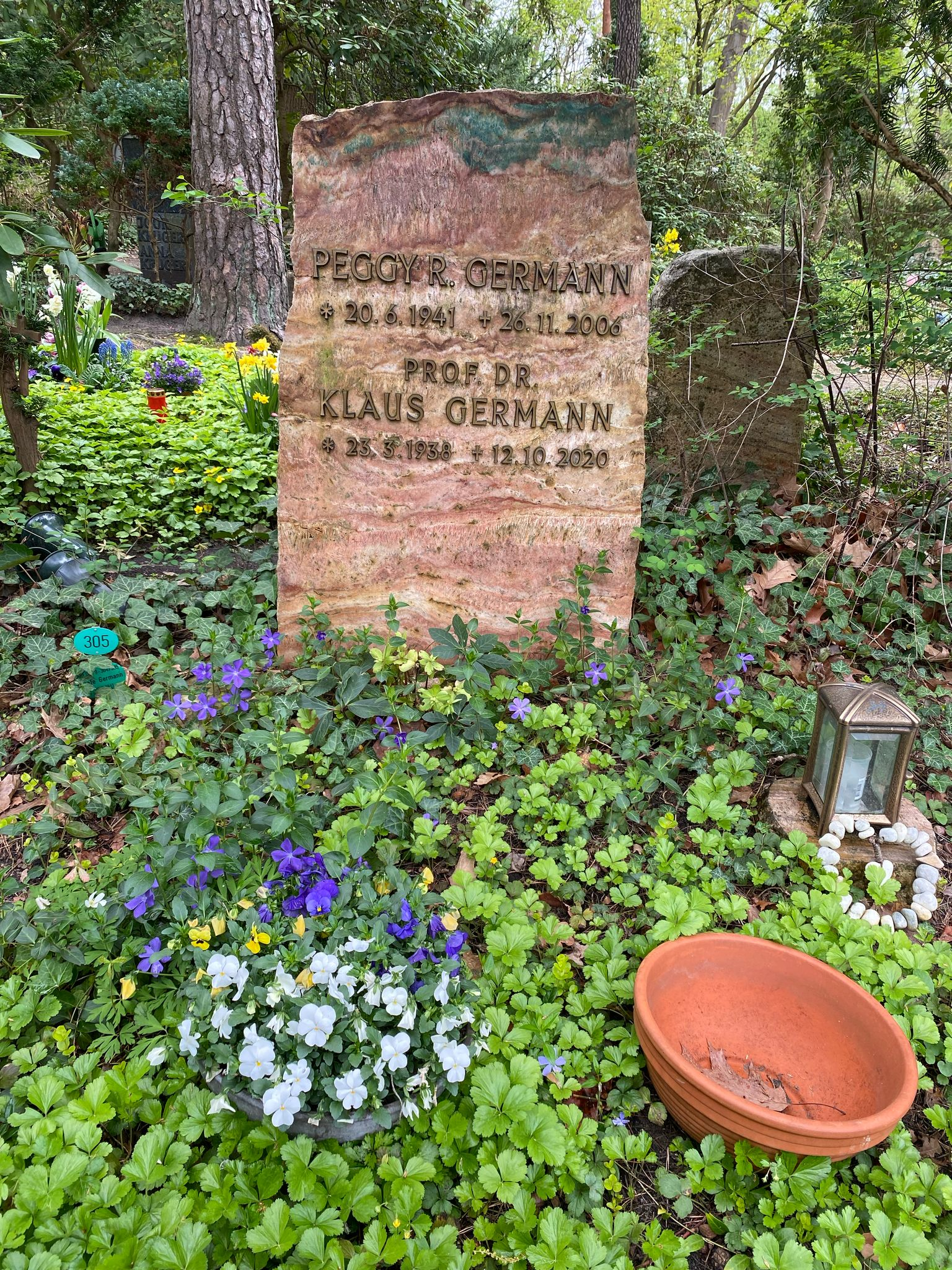
Grabstätte auf dem Friedhof Heerstraße

Zum Wintersemester 1988 folgte Klaus Germann einem Ruf an die Technische Universität Berlin, wo er seitdem als Universitätsprofessor das Fachgebiet „Lagerstättenforschung“ und die Erzmikroskopie vertrat. In den Jahren 1981 bis 1995 war Klaus Germann am Sonderforschungsbereich 69 (SFB 69) „Geowissenschaftliche Probleme in ariden und semiariden Gebieten“ der Deutschen Forschungsgemeinschaft beteiligt, den er wesentlich mitgetragen hat. Germann hatte einen bedeutenden Anteil an der Neustrukturierung der Geowissenschaften an der TU Berlin und an der Einführung eines gemeinsamen Studiengangs. Über lange Jahre engagierte er sich als Geschäftsführender Direktor des „Instituts für Angewandte Geophysik, Petrologie und Lagerstättenforschung“, als Mitglied im Akademischen Senat der Universität sowie verschiedenen nationalen Gremien für die Geowissenschaften.
Germann veranlasste und betreute zahlreiche Diplom- und Masterarbeiten. Zudem ist er als Initiator einer Reihe von Dissertationen Doktorvater von rund zwanzig Lagerstättengeologen im besten Sinne des Wortes. Am 31. März 2004 wurde Klaus Germann emeritiert. Nach seiner Pensionierung beteiligte er sich an der Berliner Georunde, in die er seine Aspekte und Beiträge in der für ihn typischen, ruhigen und besonnenen Art hineintrug. Insbesondere einem seiner Lieblingsthemen – der Herkunft von Marmoren – widmete er auch im Ruhestand viel Zeit, besuchte mit seinem Freund Wolf-Dieter Heilmeyer Marmor-Steinbrüche in der Türkei und forschte an dieser Thematik weiter.
Ein besonderes Anliegen war Klaus Germann nicht nur der Austausch mit Fachkolleginnen und -kollegen, sondern auch der Brückenbau zwischen Wissenschaft und Forschung einerseits und der Anwendung – also Industrie und Wirtschaft – andererseits. Dabei berücksichtigte er ganz bewusst das Wohl des fachlichen Nachwuchses, da es ihm auch um die Vermittlung von Erfahrungen aus der Praxis und um Chancen zur Beschäftigung ging. Verwirklicht hat er das beispielsweise gemeinsam mit Professor Karl-Heinz Jacob im „Lagerstätten-Kolloquium“ an der TU Berlin, zu dem die verschiedenen interessierten Gruppen – Universität, Behörden, Industrie und Wirtschaft, einschließlich Verbände – gastfreundlich eingeladen waren.
Klaus Germann war seit dem 28. April 1964 verheiratet und Vater eines Sohnes. Er starb nach längerer Krankheit am 12. Oktober 2020 in Berlin und wurde auf dem dortigen Friedhof Heerstraße beigesetzt.

## Forschungsarbeiten
Nahezu das gesamte Berufsleben von Klaus Germann war von der Lagerstättenkunde geprägt. Seine hauptsächlichen Forschungsschwerpunkte waren dabei die nichtmetallischen mineralischen Rohstoffe und sedimentäre Lagerstätten – mit starkem Bezug zum Paläoklima. Seine ersten Publikationen beschäftigten sich – aufgrund der Themen von Dissertation und Habilitation nicht verwunderlich – mit Karbonatgesteinen und Manganerzen hauptsächlich in den Nördlichen Kalkalpen.
Ab Mitte der 1970er Jahre fokussierte Klaus Germann seine Forschungsaktivitäten überaus erfolgreich auf den Südwest-Iberischen Pyritgürtel in der spanischen Provinz Huelva, wo er zusammen mit Peter Möller (Hahn-Meitner-Institut) das EG-Projekt „Lithogeochemical proximity indicators for stratabound base metal deposits“ leitete. Neben einer Reihe von neuen Erkenntnissen zur Stellung der Pyrit- und Manganvererzung im Pyritgürtel entstanden im Rahmen dieses Projektes von 1976 bis 1992 auch 12 abgeschlossene Diplomarbeiten und zwei Dissertationen.
Ab 1981, mit dem Beginn des von Professor Eberhard Klitzsch geleiteten SFB 69 an der TU Berlin, entstand eine enge Zusammenarbeit mit der TU Berlin. Neben der Untersuchung rohstoffbildender Prozesse gehörte auch die Analyse der Klimaentwicklung hinsichtlich einer zunehmenden Desertifikation weiter Weltregionen zu den Schwerpunkten dieser Arbeiten. Die Erkenntnis, dass Erdgeschichte gleichzeitig auch eine Klimageschichte der Erde ist, ließ Klaus Germann in den Folgejahren nicht mehr los. Seine Forschungen brachten wissenschaftliche Zeugnisse über erdgeschichtliche Klimaschwankungen zu Tage, die in die Forschung eingeflossen sind. Dabei führte Klaus Germann die Diskussion in alle Richtungen mit einem hohen Verantwortungsbewusstsein für Nachhaltigkeit und den Schutz unseres Planeten Erde.
Nach dem Ruf an die Technische Universität Berlin konzentrierten sich die Schwerpunkte seiner wissenschaftlichen Arbeit wieder auf die Nichtmetall-Rohstoffe und die sedimentären Lagerstätten. Dabei spielten die zwischen 1981 und 1995 durchgeführten umfangreichen geologischen Untersuchungen in Zusammenarbeit mit dem SFB 69, v. a. in Ägypten und im Sudan, eine größere Rolle. Ein wichtiger Aspekt war dabei die Untersuchung der Lagerstättenentstehung im Kontext der lateritischen Verwitterung (Bauxite, Kaolin, oolithische Eisensteine). Schwerpunkte waren dabei Arbeiten zur Genese der oberkretazischen Phosphorite Ägyptens, zur lateritischer Verwitterung in oberkretazischen Sedimenten Oberägyptens und des Nordsudan, zu Produkten und Prozessen exogener Eisen-Akkumulation im Sudan sowie zu Kaolinlagerstätten im Nordsudan. Im Rahmen des Eurolat-Programms organisierte er zusammen mit dem SFB 69 die „Eurolat 1991“, die am 23. und 24. August 1991 als 5. Meeting des Bauxitforscherverbundes Eurolat unter dem Thema „Supergene Ore Deposits and Mineral Formation“ in Berlin stattfand.
German war ferner an der Entwicklung von „GEOEXPLORER“, einem wissensbasierten Expertensystem für supergene Lagerstätten zur Identifizierung günstiger Gebiete für Bauxit, beteiligt.

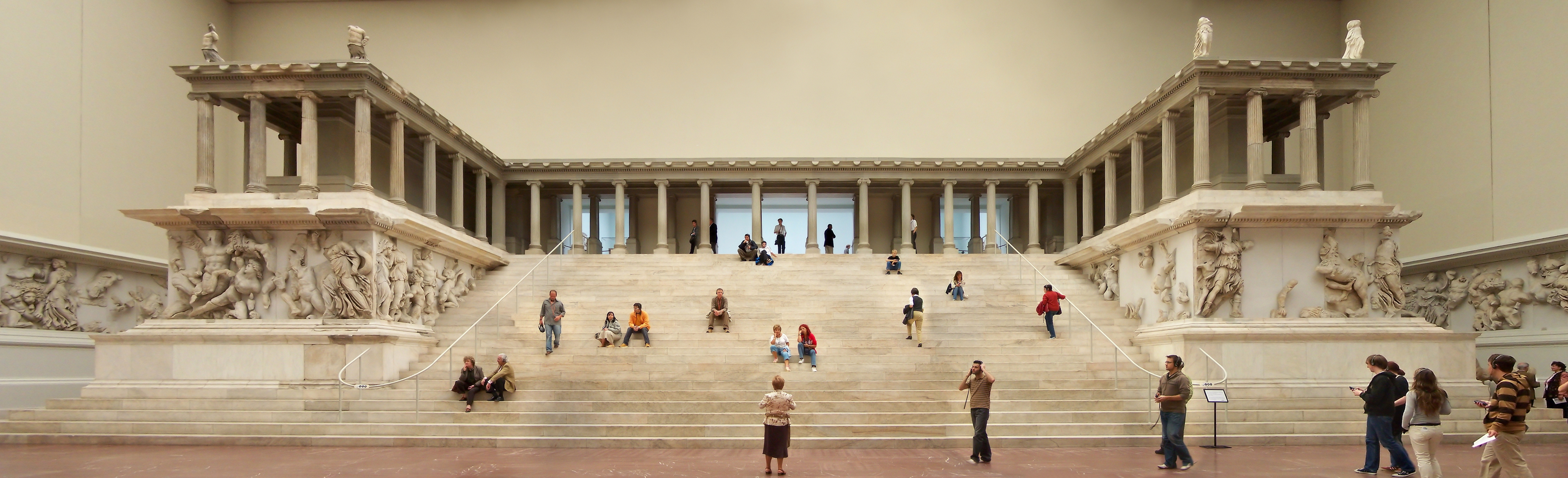
Teilrekonstruktion des Pergamonaltars im Pergamonmuseum

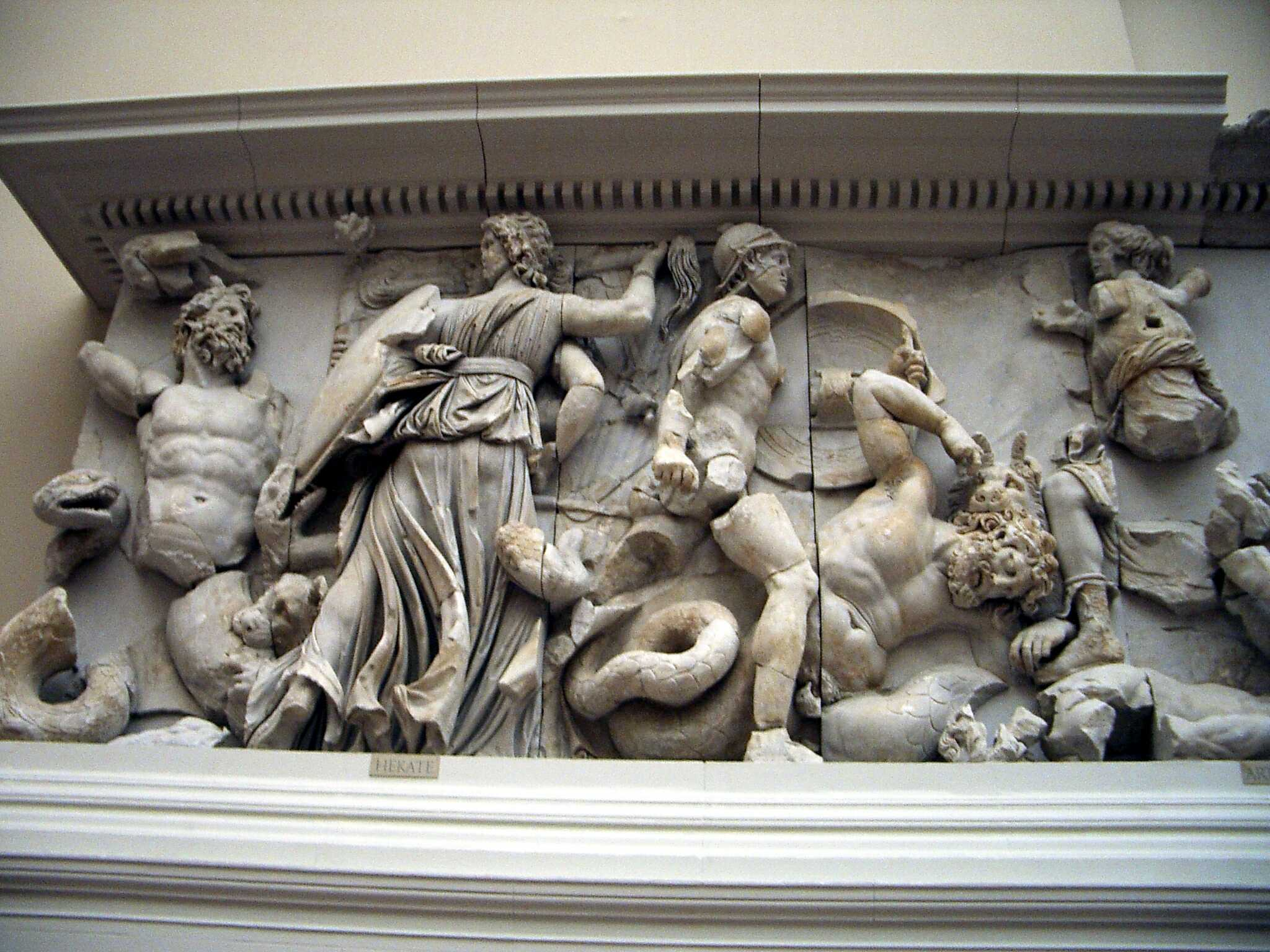
Detail der Ostseite des Giganten-Reliefs

Einen breiten Raum nahm die von ihm verfolgte Werksteincharakterisierung durch Anwendung multivariater Provenienzanalysen für die Archäologie ein. Im gemeinsam mit Wolf-Dieter Heilmeyer und Thomas Cramer 1999–2002 durchgeführten DFG-Projekt „Herkunfts- und verwendungstypische Materialeigenschaften von Marmoren ausgewählter Grabungsfunde der Antikensammlung, Staatliche Museen zu Berlin“ gelang der Herkunftsnachweis des für den Bau des Pergamonaltars verwendeten Marmors von der Insel Prokonnesos. Dieser basierte auf dem von Germann mit anderen seit den 1970er Jahren entwickelten multivariaten Ansatz bei der Anwendung naturwissenschaftlicher Methoden zur Marmorbestimmung, der sich inzwischen weitgehend auch in der klassischen Archäologie durchgesetzt hat.
Anlässlich des 60. und 70. Geburtstags seines akademischen Lehrers Hans-Jochen Schneider war er Mitorganisator der anlässlich dieser Jubiläen stattgefundenen Ehrenkolloquien und Herausgeber der daraus entstandenen Festschriften.

## Ehrungen und Mitgliedschaften
Klaus Germann war Mitglied der „Geokommission“ der Deutschen Forschungsgemeinschaft (eigentlich die „Senatskommission für Geowissenschaftliche Gemeinschaftsforschung“ der DFG, heute die „Senatskommission für Erdsystemforschung“), Vorsitzender des Forschungskollegiums Lagerstätten sowie stellvertretender Vorsitzender des Fachausschusses Lagerstätten/Rohstoffwirtschaft der Gesellschaft Deutscher Metallhütten- und Bergleute.
Er war Mitglied folgender Gesellschaften und Vereinigungen:
- Deutsche Geologische Gesellschaft und Geologische Vereinigung, beide seit 2014 vereinigt zu Deutsche Geologische Gesellschaft – Geologische Vereinigung
- Gesellschaft der Metallurgen und Bergleute (bis 1996 Gesellschaft Deutscher Metallhütten- und Bergleute)
- Deutsche Mineralogische Gesellschaft
- Gesellschaft Deutscher Chemiker (Arbeitskreis Archäometrie)
- Society for Geology Applied to Mineral Deposits
- Society for Sedimentary Geology

## Schriften (Auswahl)
- Klaus Germann: Ablauf und Ausmaß diagenetischer Veränderungen im Wettersteinkalk (alpine Mitteltrias) (unveröffentlichte Dissertation). Ludwig-Maximilians-Universität München, München 1966, S. 1–122.
- Klaus Germann: Deposition of Manganese and Iron Carbonates and Silicates in Liassic Marls of the Northern Limestone Alps (Kalkalpen). In: Gerhard Christian Amstutz, A. J. Bernard (Hrsg.): Ores in Sediments. VIII. International Sedimentological Congress, Heidelberg, August 31 – September 3, 1971 (= International Union of Geological Sciences (Series A). Band 3). 1. Auflage. Springer, Berlin Heidelberg 1973, ISBN 3-540-05712-9, S. 129–138, doi:10.1007/978-3-642-65329-2_11 (englisch).
- Klaus Germann: Verbreitung und Entstehung Mangan-reicher Gesteine im Jura der Nördlichen Kalkalpen. In: Tschermaks mineralogische und petrographische Mitteilungen. Band 17, 1972, S. 123–150, doi:10.1007/BF01081455.
- Klaus Germann: Mangan-Eisen-führende Knollen und Krusten in jurassischen Rotkalken der Nördlichen Kalkalpen. In: Neues Jahrbuch für Geologie und Paläontologie, Monatshefte. Band 1971, 1971, S. 133–156.

- Klaus Germann: Calcite and dolomite fibrous cements (“Grabooloth”) in reef rocks of the Wettersteinkalk (Ladinian, Middle Trias), Northern Limestone Alps, Bavaria and Tyrol. In: Owen P. Bricker (Hrsg.): Carbonate Cements. Studies in Geology No. 19, containing many papers originally published in Special Publication No. 3 of Bermuda Biological Station for Research, 1969. 1. Auflage. Johns Hopkins Press, Baltimore & London 1971, S. 155–188, doi:10.1007/978-3-642-65329-2_11 (englisch).
- Klaus Germann, Franz Waldvogel: Mineralparagenesen und Metallgehalte der “Manganschiefer” (unteres Toarcian) in den Allgäu-Schichten der Allgäuer und Lechtaler Alpen. In: Neues Jahrbuch für Geologie und Paläontologie, Abhandlungen. Band 139, 1971, S. 316–345.
- Klaus Germann, Günter Warnecke, Monika Huch (Hrsg.): Die Erde. Dynamische Entwicklung, menschliche Eingriffe, globale Risiken. Springer, Berlin Heidelberg 1988, ISBN 3-540-19083-X (220 S.).
- Monika Huch, Günter Warnecke, Klaus Germann (Hrsg.): Klimazeugnisse der Erdgeschichte : Perspektiven für die Zukunft. Dynamische Entwicklung, menschliche Eingriffe, globale Risiken. 1. Auflage. Springer, Berlin Heidelberg New York 2001, ISBN 3-540-67421-7 (252 S.).
- Klaus Germann (Hrsg.): Festschrift zum 70. Geburtstag von Professor Dr. Hans-Jochen Schneider. Berliner Geowissenschaftliches Kolloquium 1993 (= Berliner geowissenschaftliche Abhandlungen. A167). 1. Auflage. Selbstverl. Fachbereich Geowiss., FU Berlin, Berlin 1994, ISBN 3-927541-95-8 (226 S.).
- Klaus Germann (Hrsg.): Geochemical aspects of ore formation in recent and fossil sedimentary environments. Contributions to the Berlin colloquium 1984 on the occasion of the 60th birthday of Hans-J. Schneider (= Monograph series on mineral deposits. Nr. 25). 1. Auflage. Borntraeger, Berlin Stuttgart 1985, ISBN 3-443-12025-3 (212 S.).
- Peter Möller, Klaus Germann, Hans-Jochen Schneider (Hrsg.): Geochemical “proximity” indicators for strata-bound non-ferrous massive sulphide ore deposits. final report 1980 - 1982 (= HMI-Berichte / Hahn-Meitner-Institut für Kernforschung. Nr. 392). 1. Auflage. Hahn-Meitner-Inst. für Kernforschung, Berlin 1983, S. 75 (englisch).
- Klaus Germann, G. Holzmann, F. J. Winkler: Determination of marble provenance : limits of isotopic analysis. In: Archaeometry. Band 22, Nr. 1, 1980, S. 99–106, doi:10.1111/j.1475-4754.1980.tb00271.x (englisch).
- Klaus Germann: Lagerstätteneigenschaften und herkunftstypische Merkmalsmuster von Marmoren am Südwestrand des Menderes-Massivs (Südwestanatolien). In: Jahrbuch des Deutschen Archäologischen Instituts. Band 96, 1981, S. 214–235 (englisch).
- Klaus Germann, G. Gruben, H. Knoll, V. Valis, F. Johann Winkler: Provenance Characteristics of Cycladic (Paros and Naxos) Marbles – A Multivariate Geological Approach. Proceedings of the NATO Advanced Research Workshop on Marble in Ancient Greece and Rome: Geology, Quarries, Commerce, Artifacts, Il Ciocco, Lucca, Italy, May 9-13, 1988. Hrsg.: Norman Herz, Marc Waelkens (= NATO ASI Series (Series E: Applied Sciences). Nr. 153). 1. Auflage. Kluwer Academic Publishers, Dordrecht, Boston 1988, ISBN 90-481-8313-8, S. 251–262, doi:10.1007/978-94-015-7795-3_28 (englisch, 482 S.).
- Klaus Germann, Thomas Cramer: Methoden der Herkunftsbestimmung für Naturwerksteine – das Beispiel des Marmors. In: Zeitschrift der deutschen Gesellschaft für Geowissenschaften. Band 156, Nr. 1, 2005, S. 25–31, doi:10.1127/1860-1804/2005/0156-0025.
- Torsten Schwarz, Klaus Germann: Preface. Lateritization Processes and Supergene Ore Formation. In: Torsten Schwarz, Klaus Germann (Hrsg.): Catena. Special issue, Selection of Papers Presented at Eurolat '91. Band 21, Nr. 2–3. Elsevier, 1994, S. 97–98, doi:10.1016/0341-8162(94)90005-1 (englisch).
- Klaus Germann, Torsten Schwarz, Mario Wipki: Mineral deposit formation in Phanerozoic sedimentary basins of north-east Africa: the contribution of weathering. In: Geologische Rundschau. Band 83, Nr. 4, 1994, S. 787–798, doi:10.1007/BF00251076 (englisch, researchgate.net [PDF; 11,4 MB; abgerufen am 2. Februar 2021]).

- Klaus Germann, Karsten Fischer, Torsten Schwarz: Accumulation of lateritic weathering products (kaolins, bauxitic laterites, ironstones) in sedimentary basins in northern Sudan. In: Berliner Geowissenschaftliche Abhandlungen (A). Band 75.3, 1990, S. 109–148.
- Klaus Germann, Arno Mücke, T. Doering, Karsten Fischer: Late Cretaceous laterite-derived sedimentary deposits (oolitic ironstone, kaolin deposits, bauxite) in Upper Egypt. In: Berliner Geowissenschaftliche Abhandlungen (A). Band 120.1, 1987, S. 727–758 (englisch, researchgate.net [PDF; 2,5 MB; abgerufen am 2. Februar 2021]).
- Klaus Germann, Torsten Schwarz, Mario Wipki: Verwitterungsbedingte Lagerstättenbildung in Sedimentbecken Nordost‐Afrikas. In: Eberhard Klitzsch, Ulf Thorweihe (Hrsg.): Nordost‐Afrika: Strukturen und Ressourcen. Ergebnisse aus dem Sonderforschungsbereich „Geowissenschaftliche Probleme in ariden und semiariden Gebieten“. 1. Auflage. Wiley‐VCH, Weinheim 1999, ISBN 3-527-27724-2, Kap. 8, S. 250–305, doi:10.1002/9783527609789.ch8.